# Family Guy: Live in Vegas
Family Guy: Live in Vegas es un álbum de Banda Sonora de la serie Padre de familia. Fue realizado el 26 de abril de 2005 por Geffen Records y compuesto por Walter Murphy y Seth MacFarlane. De la serie tan solo se incluye en el álbum el tema de inicio de la misma, el resto de pistas han sido compuestas exclusivamente para el álbum con colaboraciones de Jason Alexander, Patti LuPone y Haylie Duff como artistas invitados.
Adjunto con el álbum, se incluye un DVD con el videoclip de Sexy Party al igual que el making-of del álbum y el propio vídeo.

## Trasfondo
MacFarlane describió el álbum cómo "una combinación completa de arreglos de la época clásica de los conciertos de Las Vegas del Rat Pack combinados con los chistes de flatulencias de hoy en día". MacFarlane fue uno de los productores y escritores de varias pistas. El proyecto cuenta con la participación especial de Jason Alexander, Patti LuPone y Haylie Duff. En el álbum se incluyen covers de canciones como The Last Time I Saw Paris de Jerome Kern y un medley con temas de inicio de otras series de TV. El álbum está orquestado por Walter Murphy y las demás canciones están producidas por MacFarlane y el propio Murphy.
Todos los actores de voz de la serie aparecen cantando con la misma voz que prestan a sus respectivos personajes. Como contenido extra, incluye un DVD con un videoclip y un making-of. además de un tráiler de American Dad y de la cuarta temporada de Padre de familia.

## Concierto
Se llegó a hacer un concierto en Las Vegas en el cual los actores que prestan sus voces a los personajes de la serie realizaron números musicales con las voces de los personajes

## Reparto
- Seth MacFarlane Peter, Brian, Stewie, Quagmire, Tom Tucker
- Alex Borstein Lois
- Mila Kunis Meg
- Seth Green Chris
- Mike Henry Cleveland, Herbert
- Adam West Adam West
- Lori Alan Dianne Simmons

El elenco contó con la colaboración de Haylie Duff, Patti LuPone, Jason Alexander

## Pistas
| CD    |                                     |                                                                                       |          |  |
| N.º   | Título                              | Intérprete(s)                                                                         | Duración |  |
| 1.    | «Fanfare & Intro»                   | Tom Tucker, Diane Simmons                                                             | 1:11     |  |
| 2.    | «Theme from Family Guy»             | Peter, Lois, Meg, Chris, Stewie and Brian Griffin                                     | 7:08     |  |
| 3.    | «Babysitting is a Bum Deal»         | Stewie Griffin and Haylie Duff                                                        | 3:51     |  |
| 4.    | «Dear Booze»                        | Brian Griffin                                                                         | 4:43     |  |
| 5.    | «The "Q" Man Loves Nobody»          | Glenn Quagmire and Patti LuPone                                                       | 4:15     |  |
| 6.    | «All Cartoons Are Fuckin' Dicks»    | Peter, Lois, Meg, Chris, Stewie, Brian and Jason Alexander                            | 6:59     |  |
| 7.    | «The Last Time I Saw Paris»         | Brian Griffin                                                                         | 5:41     |  |
| 8.    | «But Then I Met You»                | Peter and Lois Griffin                                                                | 4:01     |  |
| 9.    | «T.V. Medley»                       | Brian and Stewie Griffin                                                              | 9:33     |  |
| 10.   | «Puberty's Gonna Get Me»            | Chris Griffin                                                                         | 4:29     |  |
| 11.   | «But I'm Yours»                     | Peter and Lois Griffin                                                                | 3:56     |  |
| 12.   | «Slightly Out of Tune»              | Brian Griffin                                                                         | 3:57     |  |
| 13.   | «One Boy»                           | Herbert                                                                               | 2:01     |  |
| 14.   | «Quahog Holiday»                    | Peter, Lois, Meg, Chris, Stewie, Brian, Cleveland Brown, Glenn Quagmire and Adam West | 5:01     |  |
| 15.   | «Bow Music (Theme from Family Guy)» | Peter, Lois, Stewie and Brian Griffin                                                 | 0:46     |  |
| 67:53 |                                     |                                                                                       |          |  |

| DVD |                                           |          |  |
| N.º | Título                                    | Duración |  |
| 1.  | «Stewie's Sexy Party»                     | 3:15     |  |
| 2.  | «The Making of Family Guy: Live in Vegas» | 4:07     |  |
| 3.  | «The Making of Sexy Party»                | 9:46     |  |
| 4.  | «Family Guy Trailer»                      | 0:59     |  |

## Recepción
El álbum obtuvo críticas positivas por parte de la crítica y fuentes musicales. Rob Theakston de Allmusic dijo "Padre de familia ha vuelto más provocativa que nunca, sin moderación y sin dejar la cultura popular con cabeza" y "sin la intromisión de los censores de la cadena, la profanidad y la exaltación la llevan al máximo". Comentó que el musical inspirado en Broadway fue "una brillante yuxtaposición de provocación y clase". Respecto al DVD, se refirió cómo "lo mejor para cualquier fan de la serie". Tina Huang de SoundtrackNet comentó que el álbum "hace emerger de forma maravillosa el estilo de las grandes bandas orquestales con una simulación de actuación en vivo como las actuaciones del Rat Pack, un coro y un convincente publico en directo" y lo consideró "principalmente para los fans; no se puede discutir que la música no es menos impresionante, pero los mensajes pueden ofender".

## Chart
El álbum debutó en la posición 105 del Billboard 200 y llegó al segundo puesto de la lista de Álbumes de género cómico.